# كوتشك السفلي (سقز)
قرية كوتشك السفلي (بالكردية: کوچک خواروو) هي إحدى القرى التابعة لـسرا في ريف قسم مركزي من مقاطعة سقز، في محافظة كردستان الإيرانية.

## السكان
حسب إحصاءات سنة 2006، بلغ إجمالي السكان في كوتشك السفلي 222 نسمة وعدد المساكن 46 مسكن. لغة سكان كوتشك السفلي هي اللغة الكردية و هم من أهل السنة والجماعة والمذهب الشافعي.